# Hallelujah (FIVE NEW OLDの曲)
「Hallelujah」（ハレルヤ）は、日本のロックバンド・FIVE NEW OLDが2021年1月22日にワーナー・ミュージック・ジャパンより配信リリースした楽曲。

## 概要
前作「Chemical Heart (feat.Masato from coldrain)」から約1ヶ月ぶりのシングル。
HIROSHI（Vo）がメインキャストである美容師・慎太郎役でドラマ初出演を果たしたABCテレビ ドラマL『3Bの恋人 絶対に付き合ってはいけない男たちとの危険な恋物語』の主題歌として書き下ろされた楽曲。
今曲のリリースに際して、HIROSHI（Vo.）は以下のようにコメントした。
いつからか気がつけば、小さな問題が重なって絡まって思い通りに行かない…、理想とは違う日々のループ。
そんな日常の連続にモヤモヤする事があると思います。
だけど、本当の幸せって何気ない所に散りばめられていて、それに気付けた時に、今の自分を受け入れる事ができて、目の前の世界が大きく広がっていくんじゃないか。
日々頑張って、もがいている人にそんなメッセージを込めて“Hallelujah”を書きました。
FIVE NEW OLD にとってロールモデルとも言えるUKのバンド、The Style Council を意識した疾走感のある爽やかなナンバーに仕上がりました。
Vent に続いて日本詞の音も楽しんでもらえたら嬉しいです。
1日の始まりや、お出かけの時に聴くといい日になりそうな予感がしてくるかも。
ライブで皆さんと一緒に“Hallelujah”で人生をお祝いできる日を楽しみにしています。

今曲の配信が開始された1月22日には、馬場ふみか出演のMVが公開された。
5月15日には今曲のパフォーマンス映像がYouTubeチャンネル「Blackboard」にて公開された。

## 楽曲解説
1. Hallelujah (03:18)
作詞 : Hiroshi Nakahara
作曲 : FIVE NEW OLD
編曲 : FIVE NEW OLD
  - 「Vent」に続く、日本語詞の楽曲[7]。
  - HIROSHIは、今曲の製作で影響を受けた楽曲として、以下の楽曲を挙げている[8][9]。
    - The Style Council「Shout To The Top」
    - The Killers「Mr. Brightside」
    - ランカ・リー=中島愛「星間飛行」
    - シルヴィ・バルタン「あなたのとりこ」
    - ミッシェル・ポルナレフ「シェリーに口づけ」

  - ベストアルバム『FiNO is』にも収録されている[10]。

## ミュージックビデオ
ストーリー仕立てのMVで、ドラマ主演の馬場ふみかが出演している。代官山を舞台に、馬場が代官山駅から途中差し入れを買って、FIVE NEW OLDのスタジオに陣中見舞いに行くシーンからスタート。HIROSHIがスタジオに現れた彼女を追ってマイクを持ったまま飛び出し、デートを楽しみ、何事もなかったようにスタジオに帰るまでの奇想天外なストーリーが描かれている。

HIROSHI（Vo.）は以下のようにコメントした。
現在放送中のドラマ「3Bの恋人」で共演させて頂いたご縁で、馬場ふみかさんとその主題歌の「Hallelujah」のMVを制作しました。
僕が馬場ちゃんを後ろから追いかけるシーンでは、実際にアカペラでそのまま歌いながら追いかけたので、まさか歌うと思っていなかった馬場ちゃんがすごいビックリしてました。笑

彼女の魅力がたっぷり詰まった素敵な作品になってますので、是非皆さん楽しんでください。

## 参加ミュージシャン
FIVE NEW OLD
- HIROSHI（ボーカル・ギター）
- WATARU（ギター・キーボード）
- SHUN（ベース）
- HAYATO（ドラムス）

## タイアップ
- ABCテレビ ドラマL『3Bの恋人 絶対に付き合ってはいけない男たちとの危険な恋物語』主題歌[15]